# کنراد برونکمن
کنراد برونکمن (انگلیسی: Conrad Brunkman؛ ۲۰ ژانویه ۱۸۸۷ – ۲۷ مه ۱۹۲۵ (aged 38)) ورزشکار روئینگ اهل سوئد بود.
وی در مسابقات کشوری و بین‌المللی در مجموع برندهٔ ۱ مدال نقره شده‌است.